# 野村恭彦
野村 恭彦（のむら たかひこ）は、日本の実業家。ファシリテーター。株式会社フューチャーセッションズ代表取締役社長。金沢工業大学 教授（KIT虎ノ門大学院）。国際大学GLOCOM主幹研究員。

## 略歴
慶應義塾大学大学院 理工学研究科 開放環境科学専攻 後期博士課程修了。富士ゼロックス株式会社で「ドキュメントからナレッジへ」の事業変革ビジョンづくりを経て、2000年に新規ナレッジサービス事業KDIを自ら立ち上げる。
2012年6月、企業、行政、NPOを横断する社会イノベーションをけん引するため、株式会社フューチャーセッションズを立ち上げる。
2013年から金沢工業大学 虎ノ門大学院 教授。2016年から「渋谷をつなげる30人」プロジェクトをスタート。渋谷区内の企業や行政の人々が集まり、社会課題を考える取り組みとして注目が集まる。

## 人物
日本国内で、フューチャーセンターを広めた人物でもある。フューチャーセンターとは、未来思考で対話し、変化を起こして行くための場。そのために、多様性豊かな参加者を招き、社会的課題解決のためのビジネスモデルを考えたり、参加者同士のつながりを促進させる開かれた場所として東京都内などで行政やNPO法人などと取り組んでいる。2012年11月にはシブヤ大学で80名の参加者と対話イベントを開催。2017年にはNPOグリーンズ とグリーンドリンクス渋谷を開催し、市民たちとの対話からアイデアを生み出し行政課題などの解決策などを発信している。

## 著書
単書
- 裏方ほどおいしい仕事はない（2009年・プレジデント社）ISBN-13: 978-4833419192[6]
- フューチャーセンターをつくろう（2012年・プレジデント社）ISBN-13: 978-4833420099[7]
- イノベーション・ファシリテーター（2015年・プレジデント社）ISBN-13: 978-4833421324[8]